# 4 × 400 meter stafett för damer i friidrott vid olympiska sommarspelen 2008
Damernas 4 x 400 meter vid olympiska sommarspelen 2008 ägde rum 22-23 augusti i Pekings Nationalstadion.
År 2016 tillkännagavs det att Tatjana Firova (Ryssland) begått en dopingöverträdelse, efter nya analyser av de prover som togs från Sommar-OS 2008. Hon diskvalificerades från tävlingen, och hon och hennes ryska lagkamrater blev av sina silvermedaljer på sträckan 4 × 400 m stafett. Vitryssland diskvalificerades också på grund av att Svjatlana Usovitj var dopad. Andra lags medaljer har omfördelats av IAAF.

## Medaljörer
| Event         | Guld                                                                               | Guld    | Silver                                                                          | Silver  | Brons                                                                          | Brons   |
| 4 x 400 meter | USA Mary Wineberg Allyson Felix Monique Henderson Sanya Richards Natasha Hastings* | 3.18,54 | Jamaica Shericka Williams Shereefa Lloyd Rosemarie Whyte Novlene Williams-Mills | 3.20,40 | Storbritannien Christine Ohuruogu Kelly Sotherton Marilyn Okoro Nicola Sanders | 3.22,68 |

## Kvalsummering
Lagen gick vidare till följd av medeltalet av två kvaltider. 
| Plats    | Land           | 2 lopp  | 2 lopp     | 1       | 2       |
| Plats    | Land           | Totalt  | Genomsnitt | 1       | 2       |
| -------- | -------------- | ------- | ---------- | ------- | ------- |
| 1        | USA            | 6.40,71 | 3.20,35    | 3.18,55 | 3.22,16 |
| 2        | Ryssland       | 6:43.74 | 3:21.87    | 3:20.25 | 3:23.49 |
| 3        | Storbritannien | 6:45.49 | 3:22.74    | 3:20.04 | 3:25.45 |
| 4        | Belarus        | 6:45.55 | 3:22.77    | 3:21.88 | 3:23.67 |
| 5        | Jamaica        | 6:45.87 | 3:22.93    | 3:19.73 | 3:26.14 |
| 6        | Polen          | 6:52.81 | 3:26.41    | 3:26.36 | 3:26.45 |
| 7        | Kuba           | 6:54.09 | 3:27.04    | 3:27.04 | 3:27.05 |
| 8        | Mexiko         | 6:54.89 | 3:27.44    | 3:27.14 | 3:27.75 |
| 9        | Frankrike      | 6:55.25 | 3:27.62    | 3:26.63 | 3:28.62 |
| 10       | Ukraina        | 6:55.82 | 3:27.91    | 3:27.15 | 3:28.67 |
| 11       | Tyskland       | 6:56.83 | 3:28.41    | 3:27.31 | 3:29.52 |
| 12       | Nigeria        | 6:57.71 | 3:28.85    | 3:27.97 | 3:29.74 |
| 13       | Brasilien      | 6:58.00 | 3:29.00    | 3:28.89 | 3:29.11 |
| 14       | Japan          | 7:00.70 | 3:30.35    | 3:30.17 | 3:30.53 |
| 15       | Indien         | 7:00.84 | 3:30.42    | 3:28.29 | 3:32.55 |
| 16       | Kina           | 7:01.89 | 3:30.95    | 3:29.75 | 3:32.14 |
| Reserver |                |         |            |         |         |
| 17       | Italien        | 7:01.96 | 3:30.98    | 3:30.89 | 3:31.07 |
| 18       | Kanada         | 7:02.71 | 3:31.35    | 3:30.34 | 3:32.37 |
| 19       | Grekland       | 7:03.27 | 3:31.64    | 3:30.20 | 3:33.07 |
| 20       | Rumänien       | 7:05.79 | 3:32.90    | 3:30.22 | 3:35.57 |

## Resultat

### Omgång 1
| Heat | Bana | Nation         | Löpare                                                                        | Resultat | Noteringar |
| ---- | ---- | -------------- | ----------------------------------------------------------------------------- | -------- | ---------- |
| 2    | 7    | USA            | Mary Wineberg, Monique Henderson, Natasha Hastings, Sanya Richards            | 3.22,45  | Q, SB      |
| 2    | 3    | Jamaica        | Novelene Williams, Shereefa Lloyd, Bobby-Gaye Wilkins, Shericka Williams      | 3:22.60  | Q, SB      |
| 2    | 6    | Belarus        | Juljana Jusjtjanka, Irina Chljustava, Ilona Usovitj, Svjatlana Usovitj        | 3:22.78  | DQ (Q, SB) |
| 1    | 3    | Ryssland       | Jelena Migunova, Tatjana Vesjkurova, Ljudmila Litvinova, Tatjana Firova       | 3:23.71  | DQ (Q, SB) |
| 2    | 2    | Nigeria        | Folashade Abugan, Joy Amechi Eze, Oluoma Nwoke, Ajoke Odumosu                 | 3:24.10  | q, SB      |
| 1    | 7    | Kuba           | Roxana Díaz, Zulia Calatayud, Susana Clement, Indira Terrero                  | 3:25.46  | Q, SB      |
| 1    | 5    | Storbritannien | Nicola Sanders, Kelly Sotherton, Marilyn Okoro, Christine Ohuruogu            | 3:25.48  | Q, SB      |
| 1    | 6    | Tyskland       | Jonna Valesca Tilgner, Sorina Nwachukwu, Florence Ekpo-Umoh, Claudia Hoffmann | 3:25.55  | q, SB      |
| 2    | 4    | Frankrike      | Phara Anacharsis, Thelia Sigere, Solen Desert, Virginie Michanol              | 3:26.61  | SB         |
| 1    | 8    | Ukraina        | Oksana Sjtjerbak, Tetjana Petljuk, Ksenija Karandjuk, Natalija Pyhyda         | 3:27.44  |            |
| 1    | 2    | Polen          | Monika Bejnar, Jolanta Wojcik, Anna Jesien, Grażyna Prokopek                  | 3:28.23  |            |
| 1    | 4    | Indien         | Geetha Satti, Manjeet Kaur, Chithra Kulathummuriyil Soman, Mandeep Kaur       | 3:28.83  |            |
| 2    | 9    | Brasilien      | Maria Laura Almirao, Josiane Tito, Emmily Pinheiro, Lucimar Teodoro           | 3:30.10  |            |
| 2    | 5    | Mexiko         | Ruth Grajeda, Gabriela Medina, Nallely Vela, Zudikey Rodriguez                | 3:30.36  |            |
| 1    | 9    | Japan          | Satomi Kubokura, Asami Tanno, Mayu Kida, Sayaka Aoki                          | 3:30.52  | SB         |
| 2    | 8    | Kina           | Han Ling, Chen Jingwen, Wang Jinping, Tang Xiaoyin                            | 3:30.77  |            |

### Final
| Placering | Bana | Nation         | Löpare                                                                        | Resultat      | Noteringar |
| --------- | ---- | -------------- | ----------------------------------------------------------------------------- | ------------- | ---------- |
| 1         | 4    | USA            | Mary Wineberg, Allyson Felix, Monique Henderson, Sanya Richards               | 3.18,54       | SB         |
| 2         | 7    | Jamaica        | Novelene Williams, Shereefa Lloyd, Rosemarie Whyte, Shericka Williams         | 3.20,40       | SB         |
| 3         | 9    | Storbritannien | Christine Ohuruogu, Kelly Sotherton, Marilyn Okoro, Nicola Sanders            | 3.22,68       | SB         |
| 4         | 6    | Kuba           | Roxana Díaz, Zulia Calatayud, Susana Clement, Indira Terrero                  | 3:23,21       | NR         |
| 5         | 2    | Nigeria        | Joy Amechi Eze, Folashade Abugan, Oluoma Nwoke, Ajoke Odumosu                 | 3.23,74       | SB         |
| 6         | 3    | Tyskland       | Jonna Valesca Tilgner, Sorina Nwachukwu, Florence Ekpo-Umoh, Claudia Hoffmann | 3.28,45       |            |
| DSQ (2)   | 5    | Ryssland       | Julia Gusjtjina, Ljudmila Litvinova, Tatjana Firova, Anastasija Kapatjinskaja | DSQ (3:18,82) | Doping     |
| DSQ (4)   | 8    | Belarus        | Anna Kozak, Irina Chljustava, Ilona Usovitj, Svjatlana Usovitj                | DSQ (3:21,85) | Doping     |

 VR - Världsrekord / =SB - Tangerat säsongsbästa / PB - Personbästa / SB - Säsongsbästa